# شهرستان میلنیک
ناحیهٔ میلنیک (به چکی: Mělník District) یک ناحیه در جمهوری چک است که در منطقه بوهمی مرکزی واقع شده‌است. ناحیهٔ میلنیک ۷۰۱٫۰۸ کیلومتر مربع مساحت و ۹۵٬۸۰۲ نفر جمعیت دارد.